# IPO11
IPO11‏ (Importin 11) هوَ بروتين يُشَفر بواسطة جين IPO11 في الإنسان.